# Cabreiro
Cabreiro ist eine Ortschaft und Gemeinde im Norden Portugals.

## Geschichte
Die ersten beiden dokumentierten Erwähnungen stammen aus den Jahren 991 und 1066, wo es als Caprarios oder Capreiros auftaucht. In den königlichen Erhebungen von 1258 wird die Kirche von São Salvador de Cabreiro als dem Bischof von Tui zugehörig aufgeführt.
1462 wurde die granitene Brücke über den Rio Cabreiro errichtet, in zwei unterschiedlich großen Bögen.
In den 1960er Jahren setzte eine Abwanderung ein, die die Bevölkerung von 1.224 (1960) auf heute 428 (2011) sinken ließ und zu einer starken Überalterung führte.

## Baudenkmäler
Sieben Baudenkmäler sind in der Gemeinde Cabreiro geschützt (Stand April 2022, alphabetisch sortiert):
- Capela de Nossa Senhora das Necessidades, kleine Kapelle[5]
- Capela de Santo Ovídio, kleine Kapelle[6]
- Capela de São Bartolomeu, kleine Kapelle[7]
- Capela de São Paio, kleine Kapelle[8]
- Capela de São Sebastião, kleine Kapelle[9]
- Igreja Paroquial de Cabreiro, nach ihrem Schutzpatron auch Igreja do Divino Salvador (Erlöserkirche), Gemeindekirche von Cabreiro[10]
- Ponte de Cabreiro, doppelbogige Granitbrücke über den Rio Cabreiro zwischen den Dörfern Sobreira und Cabreiro Igreja aus dem 15. Jahrhundert[4]

## Verwaltung
Cabreiro ist eine Gemeinde (Freguesia) im Kreis (Concelho) von Arcos de Valdevez im Distrikt Viana do Castelo. In ihr leben 324 Einwohner auf einer Fläche von 42 km² (Stand 19. April 2021).
Folgende Ortschaften liegen in der Gemeinde:
- Avelar
- Barreirô
- Cabreiro Igreja
- Parral
- Porto Cerdeira
- São Sebastião do Meio
- Sobreira
- Tabarca
- Vilar
- Vilela Seca
- Freitas
- Lordelo